# Skålahalvøen
Skålahalvøen er en halvø som ligger sydøst for Molde i Møre og Romsdal fylke i Norge. Størstedelen af halvøen ligger i Molde kommune, mens en mindre del ligger i nabokommunen Nesset. Skålahalvøen domineres af Molde kommunes højeste bjerg Skåla (1.128 moh.), som den har navn efter. Landsbyerne Hovdenakken (321 indbyggere) og Nesjestranda (362 indbyggere) ligger her, og halvøen har siden 1991 haft færgefri forbindelse til Molde via Bolsøybroen og den undersøiske Fannefjordtunnelen på Skålavegen (riksveg 64). Skålahalvøen har også forbindelse til Åndalsnes over færgeforbindelsen Sølsnes – Åfarnes.
62°44′N 7°28′Ø / 62.733°N 7.467°Ø